# 严绍璗
严绍璗（1940年9月—2022年8月6日），出生于上海，文化学者，北京大学中国语言文学系教授，长期从事以中国文化为基本教养的“东亚文化”研究。2022年8月6日逝世於北京。

## 生平
1959年9月入学北京大学中文系古典文献专业，1964年7月毕业于北京大学中国语言文学系，后留校任教。撰著出版《比较文学与文化“变异体”研究》、《日本中国学史稿》、《日藏汉籍善本书录》（3卷）、《比较文学视野における日本文化——严绍璗海外讲演录》（日文版）、《中日古代文学关系史稿》等14种学术专著，发表汉文论文130余篇，日文论文20余篇，译文10余篇，学术札记和随笔50余篇等。